# Donji Budački
Donji Budački – wieś w Chorwacji, w żupanii karlowackiej, w gminie Krnjak. W 2011 roku liczyła 136 mieszkańców.